# Giải đua ô tô Công thức 1 Tây Ban Nha 2007

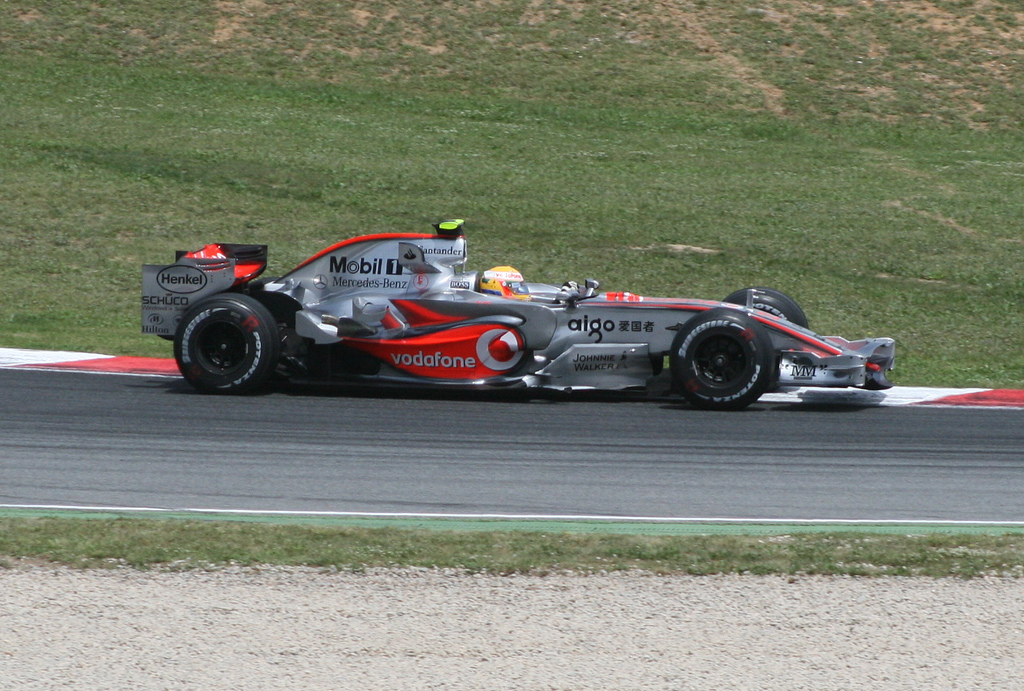
xe đua của Lewis Hamilton

Giải đua ô tô Công thức 1 Tây Ban Nha năm 2007 là chặng đua thứ tư của giải vô địch thế giới Công thức 1 năm 2007. Giải được tổ chức vào ngày 13 tháng 5 năm 2007.

## Xếp hạng chi tiết
| TT      | Số xe | Tên                  | Đội đua            | Số vòng | Thời gian          | Xuất phát | Điểm |
| ------- | ----- | -------------------- | ------------------ | ------- | ------------------ | --------- | ---- |
| 1       | 5     | Felipe Massa         | Ferrari            | 65      | 1:31:36.230        | 1         | 10   |
| 2       | 2     | Lewis Hamilton       | McLaren-Mercedes   | 65      | +6.790             | 4         | 8    |
| 3       | 1     | Fernando Alonso      | McLaren-Mercedes   | 65      | +17.456            | 2         | 6    |
| 4       | 10    | Robert Kubica        | BMW Sauber         | 65      | +31.615            | 5         | 5    |
| 5       | 14    | David Coulthard      | Red Bull-Renault   | 65      | +58.331            | 9         | 4    |
| 6       | 16    | Nico Rosberg         | Williams-Toyota    | 65      | +59.538            | 11        | 3    |
| 7       | 4     | Heikki Kovalainen    | Renault            | 65      | +62.128            | 8         | 2    |
| 8       | 22    | Takuma Sato          | Super Aguri-Honda  | 64      | +1 vòng            | 13        | 1    |
| 9       | 3     | Giancarlo Fisichella | Renault            | 64      | +1 vòng            | 10        |      |
| 10      | 8     | Rubens Barrichello   | Honda              | 64      | +1 vòng            | 12        |      |
| 11      | 23    | Anthony Davidson     | Super Aguri-Honda  | 64      | +1 vòng            | 15        |      |
| 12      | 7     | Jenson Button        | Honda              | 64      | +1 vòng            | 14        |      |
| 13      | 20    | Adrian Sutil         | Spyker-Ferrari     | 63      | +2 vòng            | 20        |      |
| 14      | 21    | Christijan Albers    | Spyker-Ferrari     | 63      | +2 vòng            | 21        |      |
| Bỏ cuộc | 9     | Nick Heidfeld        | BMW Sauber         | 46      | Hộp số             | 7         |      |
| Bỏ cuộc | 11    | Ralf Schumacher      | Toyota             | 44      | Bỏ cuộc            | 17        |      |
| Bỏ cuộc | 18    | Vitantonio Liuzzi    | Toro Rosso-Ferrari | 19      | Bỏ cuộc            | 16        |      |
| Bỏ cuộc | 19    | Scott Speed          | Toro Rosso-Ferrari | 9       | Lốp                | 22        |      |
| Bỏ cuộc | 6     | Kimi Räikkönen       | Ferrari            | 9       | Bỏ cuộc            | 3         |      |
| Bỏ cuộc | 12    | Jarno Trulli         | Toyota             | 8       | Áp suất nhiên liệu | 6         |      |
| Bỏ cuộc | 15    | Mark Webber          | Red Bull-Renault   | 7       | Thủy lực           | 19        |      |
| Bỏ cuộc | 17    | Alexander Wurz       | Williams-Toyota    | 1       | Tai nạn            | 18        |      |